# Zdzisław Winiarski
Zdzisław Antoni Winiarski ps.: Przemytnik, Muzykant (ur. 4 maja 1916 w Rudnikach (powiat śniatyński), zm. 1 września 1979) – sierżant Straży Granicznej II RP, oficer Polskich Sił Zbrojnych i Armii Krajowej, porucznik piechoty, cichociemny. Znajomość języków: niemiecki, francuski.  Zwykły Znak Spadochronowy nr 3136, Bojowy Znak Spadochronowy nr 2026

## Życiorys
Był synem Jana i Eleonory z domu Chrzanowskiej. Po ukończeniu 4-klasowej Szkoły Handlowej w Stanisławowie w 1935 roku wstąpił do Szkoły Podchorążych Rezerwy Piechoty we Lwowie, po jej ukończeniu awansowany na stopień sierżanta podchorążego. Od maja 1937 roku w służył Straży Granicznej II RP jako zastępca dowódcy komisariatu w Śniatyniu.  W latach 1937–1939 działał w Związku Strzeleckim oraz Związku Szlachty Zagrodowej.
Po wybuchu wojny razem ze swoją placówką 19 września przekroczył granicę polsko-rumuńską. Był internowany w Rumunii. Uciekł, 4 grudnia dotarł do Francji, tam wstąpił do Polskich Sił Zbrojnych. Po ukończeniu kursu aspirantów w Camp de Coëtquidan został przydzielony do 5 Pułku Piechoty 1 Dywizji Grenadierów. Walczył z Niemcami na linii Kanału Marna–Ren, od 27 czerwca 1940 roku przebywał w niewoli niemieckiej, osadzony  w Stalagu 1 A. We wrześniu 1941 roku uciekł, przez Francję nieokupowaną dotarł we wrześniu 1942 roku do Wielkiej Brytanii. Wstąpił do Polskich Sił Zbrojnych pod dowództwem brytyjskim, w październiku 1942 roku został przydzielony do 1 Batalionu Strzelców Podhalańskich 1 Brygady Strzelców. Od 3 czerwca 1943 roku był na stażu w oddziałach brytyjskich, 5 października przeniesiony do Sekcji Dyspozycyjnej Sztabu Naczelnego Wodza.
Zgłosił się do służby w kraju. Przeszkolony ze specjalnością w dywersji na kursach specjalnych dla kandydatów na cichociemnych:  dywersyjno-strzeleckmi (STS 23A, Inverness-shire, STS 25 Inverlochy),  łączności lotnik – ziemia: Rebbeca i S-Phone (STS 40, Howbury Hall), spadochronowym, walki konspiracyjnej, odprawowym (STS 43, Audley End), i in. Zaprzysiężony 23 września 1943 roku w Chicheley przez szefa Oddziału VI (Specjalnego) Sztabu Naczelnego Wodza, i przerzucony na stację wyczekiwania Głównej Bazy Przerzutowej w Latiano nieopodal  Brindisi we Włoszech. 
Skoczył ze spadochronem do okupowanej Polski w nocy 19/ 20 maja 1944 roku w sezonie operacyjnym „Riposta”, w operacji lotniczej  „Weller 18” dowodzonej przez kpt. naw. Kazimierza Wünschego, na placówkę odbiorczą „Jaśmin” 302 (kryptonim polski, brytyjskie oznaczenie numerowe pinpoints), w okolicach miejscowości Bronowice i Opatkowice, 9 km od Puław. Razem z nim skoczyli: por. Rudolf Dziadosz ps. Zasaniec, kpt. dypl. Ludwik Fortuna ps. Siła, st. sierż. Aleksander Lewandowski ps. Wiechlina, kpt. dypl. Jan Serafin ps. Czerchawa oraz kurier Delegatury Rządu na Kraj strz. Franciszek Klima ps. Oszczep.
Po aklimatyzacji do realiów okupacyjnych w Warszawie skierowano go na kurs komendantów obwodów. 22 lipca 1944 roku został przydzielony do Kedywu Okręgu Białystok AK, wobec niepowodzenia w nawiązaniu kontaktu z oddziałem partyzanckim, wrócił do Warszawy 30 lipca.
W powstaniu warszawskim początkowo walczył w oddziale NSZ Jana Jaroszka „Proboszcza” w rejonie pl. Kazimierza Wielkiego – ul. Żelazna. Następnie do ok. 1 września był oficerem 6 kompanii „Wawer”, dowodzonej przez cichociemnego por. Karola Pentza ps. Skała 2 (Zgrupowanie Batalionu „Kiliński”).  Od 1 września był dowódcą plutonu i zastępcą dowódcy 1 kompanii Batalionu „Rum”. Uczestniczył w walkach w rejonie ul. Królewskiej, pl. Grzybowskiego i ul. Grzybowskiej. Walczył na Woli oraz w Śródmieściu.
Po powstaniu od 5 października przebywał w niewoli, został osadzony w Oflagu VII A Murnau, 29 kwietnia 1945 roku został uwolniony przez oddziały amerykańskie. 25 czerwca 1945 roku zameldował się w Oddziale Specjalnym Sztabu Naczelnego Wodza w Londynie. Został awansowany na stopień porucznika ze starszeństwem od 1 stycznia 1945 roku, i przydzielony do Centrum Wyszkolenia Piechoty. Osiedlił się w Wielkiej Brytanii, a w latach 60. wyemigrował do Stanów Zjednoczonych.

## Awanse
- sierżant podchorąży – 1936
- podporucznik – ze starszeństwem od 14 października 1943
- porucznik – 1 stycznia 1945

## Odznaczenia
- Krzyż Walecznych – czterokrotnie
- Brązowy Krzyż Zasługi z Mieczami – za udział w bitwie z Niemcami na linii Kanału Marna-Ren.